# I morti del Carso
I morti del Carso è un romanzo di Veit Heinichen pubblicato nel 2002, in Italia nel 2003, dalla casa editrice Edizioni e/o di Roma.
Sebbene pubblicato per primo in Italia, è il terzo romanzo della serie incentrata sulle avventure del commissario Proteo Laurenti da cui è stato tratto anche un omonimo film tv della serie televisiva Commissario Laurenti per la ARD (rete televisiva tedesca) nel 2006. Il ruolo del commissario è interpretato dall'attore Henry Hübchen.

## Trama
In una domenica di bora una forte esplosione illumina Contovello, il paese sul ciglione carsico alle spalle di Trieste : un commerciante è stato ucciso insieme a tutta la sua famiglia. Questa sarà solo la punta di un iceberg dei grattacapi che il Commissario Laurenti dovrà affrontare avventurandosi in odi mai sopiti e storie di mare, di traffici illegali e e organizzazioni criminali.

## Personaggi principali
- Laura: moglie del commissario Laurenti;
- Patrizia Isabella Laurenti: figlia del commissario Laurenti;
- Livia Laurenti: figlia del commissario;
- Marco Laurenti: figlio del commissario;
- Antonio Sgubin: agente della mobile, fedele collaboratore del commissario;
- Ettore Orlando: capo della Guardia Costiera di Trieste e vecchio amico del commissario;
- Marietta: segretaria del commissario;
- Ugo Marasi: Vittima
- Bruna Marasi: Vedova di Ugo
- Manlio Gubian: Vittima
- Antonio Gubian:
- Orlando:
- Nicoletta Marasi:
- Rossana Talamonti:
- Mario Scarpi:
- Ugo Marasi:

## Edizioni
- Veit Heinichen, I morti del Carso, 2ª ed., Roma, Edizioni e/o, novembre 2003,  p. 341, ISBN 8876415440.
- Veit Heinichen, I morti del Carso, Roma, Edizioni e/o, novembre 2004,  p. 375, ISBN 8876416226.